# Cirrocumulus

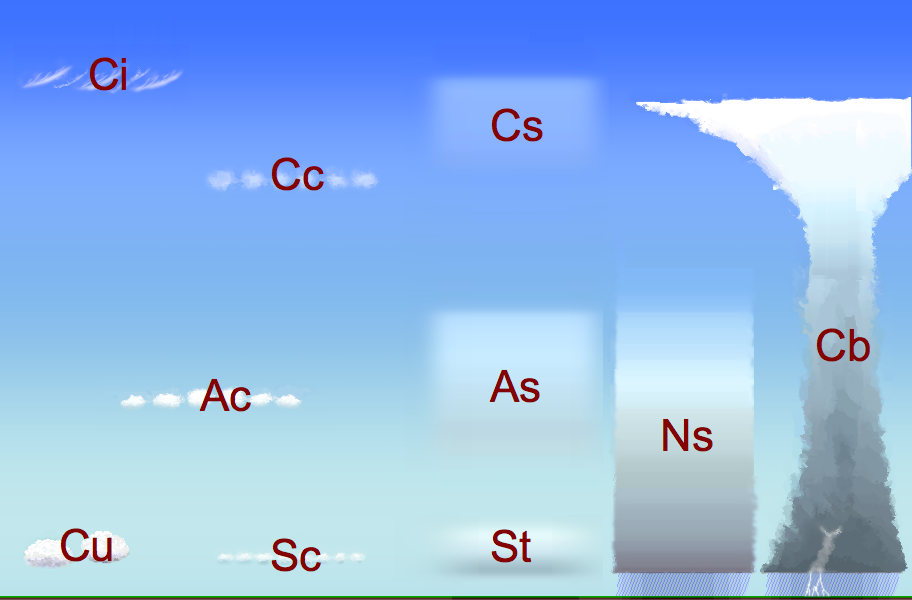

De cirrocumulus of schapenwolk is een type wolk (wolkengeslacht) dat op grote hoogte, 5 tot 12 km, voorkomt.
Dit soort wolk komt voor in grotere velden. Dit wolkentype wijst op een toenemende luchtvochtigheid. Het kan een voorbode zijn van een weersverslechtering door een naderend koufront en worden gevolgd door altocumulus. Vooral als de wolken een golfvormige structuur (undulatus) hebben, gaat het meestal mis.
Dat geldt zeker voor het wolkengeslacht cirrostratus van het soort nebulosus (sluier), een melkachtig witte lucht die geleidelijk een scherm voor de zon trekt, waardoor deze uiteindelijk verdwijnt, wat voorkomt bij een naderend warmtefront.
De cirrocumuluswolken zijn een geslacht uit de familie van hoge wolken en kunnen worden verdeeld in ten minste 5 wolkensoorten:
- Cirrocumulus stratiformis (Cc str)
- Cirrocumulus lenticularis (Cc len)

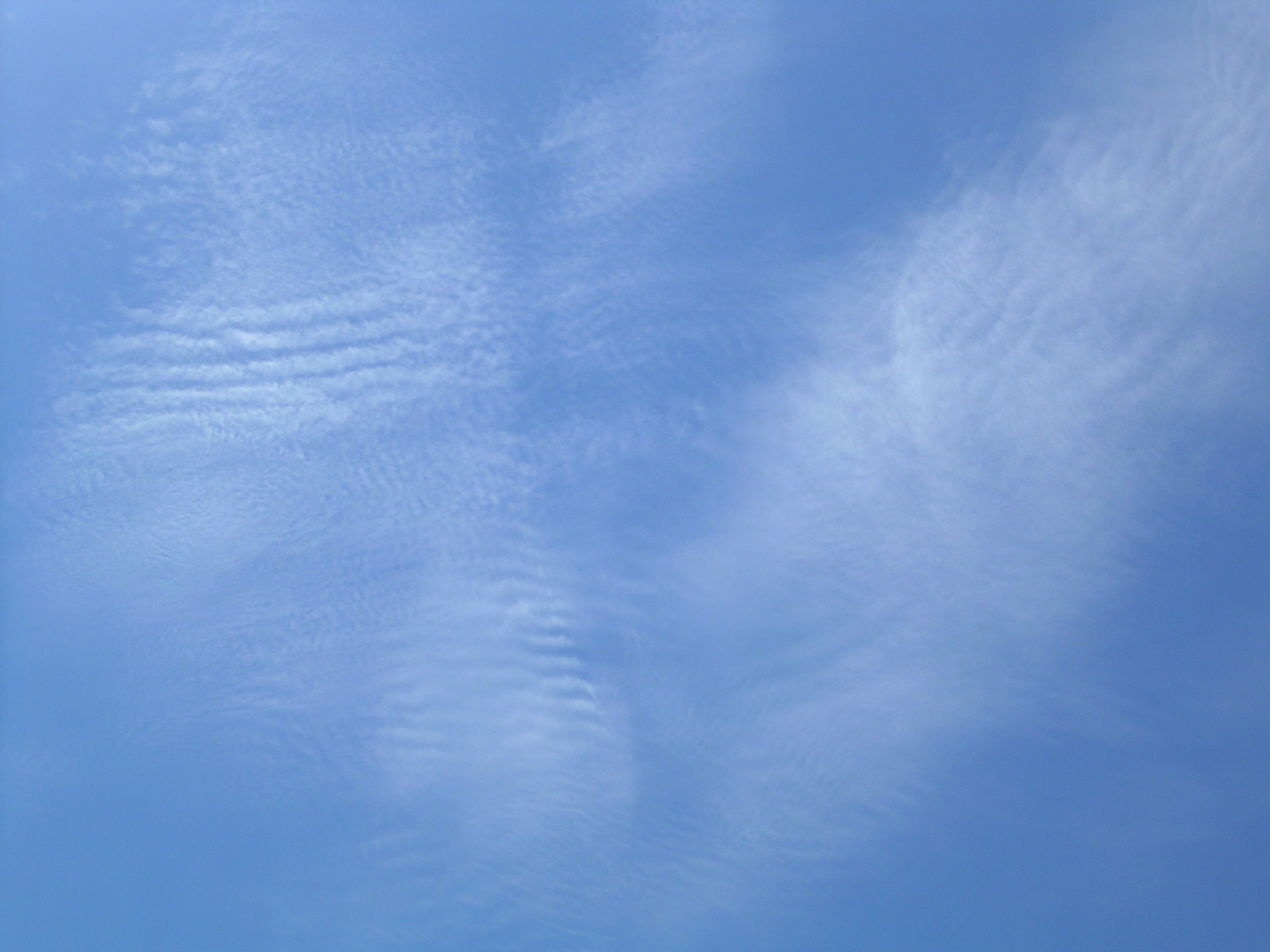
Cirrocumulus undulatus

- Cirrocumulus castellanus (Cc cas)
- Cirrocumulus floccus (Cc flo)
- Cirrocumulus undulatus (Ci un)

## Wolkenboog
Cirrocumulus en Altocumulus zijn ideale wolkentypes om er het optische verschijnsel wolkenboog in te zien te krijgen. De wolkenboog is verwant aan de regenboog en ziet eruit als een brede en bijna kleurloze (witte) wazige boog. Om er zeker van te zijn dat men met de wolkenboog te doen heeft is het aan te raden om dit verschijnsel met behulp van een draaiend lineair polarisatiefilter waar te nemen. De wolkenboog en de regenboog vertonen ongeveer dezelfde polarisatiegraad. Evenals de regenboog kan men de wolkenboog met behulp van een polarisatiefilter ofwel visueel doen verdwijnen, ofwel aanzienlijk versterken, waarbij de boog helderder wordt dan wanneer hij zonder filter te zien is.

### Glorie
Evenals de wolkenboog kan in Cirrocumulus en Altocumulus ook de glorie worden waargenomen. Om de glorie te zien te krijgen moet men zich boven het wolkendek bevinden, bijvoorbeeld in een vliegtuig of in een ruimtestation in omloop rond de aarde. De glorie vertoont zich steeds rondom het tegenpunt van de zon.